# Джинджерард, Роберт
Роберт Юджин «Боб» Джинджерард (англ. Robert Eugene "Bob" Jeangerard, 20 июня 1932 года, Эванстон, Иллинойс, США — 5 июля 2014 года, Бельмонт, Калифорния, США) — американский баскетболист, чемпион Олимпийских игр в Мельбурне (1956).

## Спортивная карьера
В начале 1950-х гг. учился в Университете Колорадо, входил в итоговую «Восьмерку года» в младшей и старшей возрастных категориях. Признавался самым ценным игроком западного дивизиона NCAA (1955), в том же году вместе со своим клубом US Air Force стал победителем первенства Любительского спортивного объединения (AAU).
На летних Олимпийских играх в австралийском Мельбурне (1956) в составе сборной США выиграл золотую медаль. Также был чемпионом Панамериканских игр в Чикаго (1959), серебряным призёром чемпионата мира по баскетболу в Чили (1959).
По завершении баскетбольной карьеры открыл свою собственную сеть шинных магазинов, являлся её юристом. Кроме того, выступил создателем фонда Jeangerard Foundation, который собрал средства для развития национальных парков США.

## Статистика в NCAA
| Сезон | Команда  | Conf  | Class | GP | GS | MPG | FG%  | 3P% | FT%  | RPG | APG | SPG | BPG | PPG  |
| --- | -------- | ----- | ----- | -- | -- | --- | ---- | --- | ---- | --- | --- | --- | --- | ---- |
| 1951/52 | Колорадо | Big 7 | FR    | 7  |    |     | 26,7 |     | 40,0 | 1,0 |     |     |     | 1,4  |
| 1952/53 | Колорадо | Big 7 | SO    | 20 |    |     | 29,3 |     | 66,0 | 5,1 |     |     |     | 7,6  |
| 1953/54 | Колорадо | Big 7 | JR    | 22 |    |     | 29,4 |     | 75,2 | 6,1 |     |     |     | 12,8 |
| 1954/55 | Колорадо | Big 7 | SR    | 25 |    |     | 37,3 |     | 78,8 | 6,8 |     |     |     | 16,0 |
| Всего | Всего    | Всего | Всего | 74 |    |     | 33,0 |     | 73,9 | 5,6 |     |     |     | 11,4 |
| Наведите курсор мыши на аббревиатуры в заголовке таблицы, чтобы прочесть их расшифровку Статистика приведена с сайта sports-reference.com |          |       |       |    |    |     |      |     |      |     |     |     |     |      |